# Estezioneuroblastom
Estezioneuroblastom, někdy též olfaktorní neuroblastom nebo olfaktorický neuroblastom je vzácná varianta neuroblastomu, která se vyskytuje v nosní dutině a může vést ke poruše až ztrátě čichu a zraku. Za 20 let je na světě asi 200 případů nemoci, které souvisí s trizomií chromozomu 8. Nemoc vešla do povědomí veřejnosti v případu nejvyšším soudem zamítnuté eutanazie francouzské učitelky Chantal Sébire, která agresivní formou estezioneuroblastomu trpěla 8 let.
Estezioneuroblastom byl poprvé popsán v roce 1924.

## Léčba
Léčba je chirurgická, často se ale musí opakovat.